# BL 7.2英寸榴彈炮
BL 7.2 英寸榴彈炮是英國陸軍在整個第二次世界大戰期間使用的重型榴彈炮。

## 歷史
1940 年，英國陸軍得出結論，暫時在部隊中唯一可用的重型榴彈炮，即第一次世界大戰時代的BL 8英寸榴彈炮，射程不足以滿足第二次世界大戰條件下的戰時要求。 作為權宜之計，英國陸軍決定將現有的炮管重鑄成較小的口徑，並開發新系列的彈藥以達至戰時所需的射程。

### Marks I–IV
8英寸炮管重鑄為 7.2英寸（183） 並保留了舊式箱型炮架，原來的鋼製輪輞被新的充氣炮輪取代。新的四連裝藥彈藥將射程增加至16,900 yd（15,500米），但當使用四連裝藥時，後坐力導致武器猛烈後退並向後跳。為了解決這個問題，兩個楔形斜坡被放置在車輪後面，儘管榴彈炮有時仍然可以跳過那些楔形斜坡，進而對榴彈炮操作人員構成危險。Mark I–IV 僅在使用的原始8英寸炮管和轉換類型上有所不同；一些炮管和炮架也由美國第一次世界大戰庫存提供。

### Mark V
1944 年，幾支 7.2 英寸的炮管被放置在英國陸軍已經使用的M59加農炮使用的美國“M1炮架”上，成為BL 7.2 英寸榴彈炮 Mk V。Mk V 的生產數量很少，而且從未配發給炮兵團。然而，實際表現顯示“M1炮架” 能夠承受更大的後坐力。

### Mark 6
“BL 7.2 英寸 Mk 6 榴彈炮”（羅馬數字有所變化）保留了 Mk V 的 M1炮架，但有一支比以前更長6英尺5英寸（1.96米） 的全新7.2英寸口徑炮管，另外彈藥增加至五連裝藥。更長的炮管和額外的裝藥將射程增加至 19,600 yd（17,900米）, 新炮架提供了一個更穩定的炮術平台，大大提高了榴彈炮精準度。Mk 6被認為是一種非常有效的榴彈炮，戰後仍繼續服役。

## 英聯邦軍隊服役紀錄
第一批 7.2 英寸榴彈炮從 1942 年年中開始配發給炮兵團，並在北非和後來的諾曼底登陸中投入使用。 在緬甸，它們以每個軍團裝備兩支榴彈炮。 到 1944 年底，大部分早期型號已被Mk 6取代。
BL 7.2 英寸榴彈炮通常用於皇家砲兵集團軍群(AGRA) 中的四個重型火砲團（以及四個配備155毫米M59加農炮M59加農炮的重型火砲團），為英國及英聯邦軍隊提供重型火力支援。BL 7.2 英寸Mk 6榴彈炮一直在英國陸軍服役，直到1960年代初。

## 印度陸軍服役紀錄
1957 年印度陸軍從查謨和克什米爾中組建了第60重型火炮團。該部隊的獨特之處在於它由四個連組成，每個連有四門BL 7.2 英寸Mk 6榴彈砲，這與其他印度砲兵團的標準三連（每個六門火炮）組成不同。第60重型火炮團參加了第二次印巴戰爭和第三次印巴戰爭。90年代初，第60重型火炮團改組為野戰團，所有重型火炮移交給第61重型火炮團。這些榴彈炮最終在 90 年代後期退役。

## 使用國家
纽芬兰自治领
- 第59(紐芬蘭)重炮團

 英国
- 第1重炮團
- 第32重炮團
- 第51(低地)重炮團(愛丁堡市義勇炮兵) – 西線戰役
- 第52(貝德福郡義勇騎兵)重炮團 – 西線戰役
- 第53重炮團
- 第54重炮團
- 第55重炮團
- 第56重炮團 – 地中海戰線
- 第58重炮團
- 第60重炮團
- 第61重炮團
- 第75重炮團
- 第171重炮團
- 第114(韋息士)野戰團 – 緬甸戰役
- 第8(貝爾法斯特)重型防空團 – 緬甸戰役
- 第52(倫敦)重型防空團 – 緬甸戰役
- 第 56(康沃爾)重型防空團 – 緬甸戰役
- 第 67(約克和蘭開斯特)重型防空團 – 緬甸戰役
- 第 101 重型防空團 – 緬甸戰役

 印度
- 第143重炮團
- 第60重炮團 – 第二次印巴戰爭及第三次印巴戰爭
- 第61重炮團 – 第二次印巴戰爭及第三次印巴戰爭

## 相片

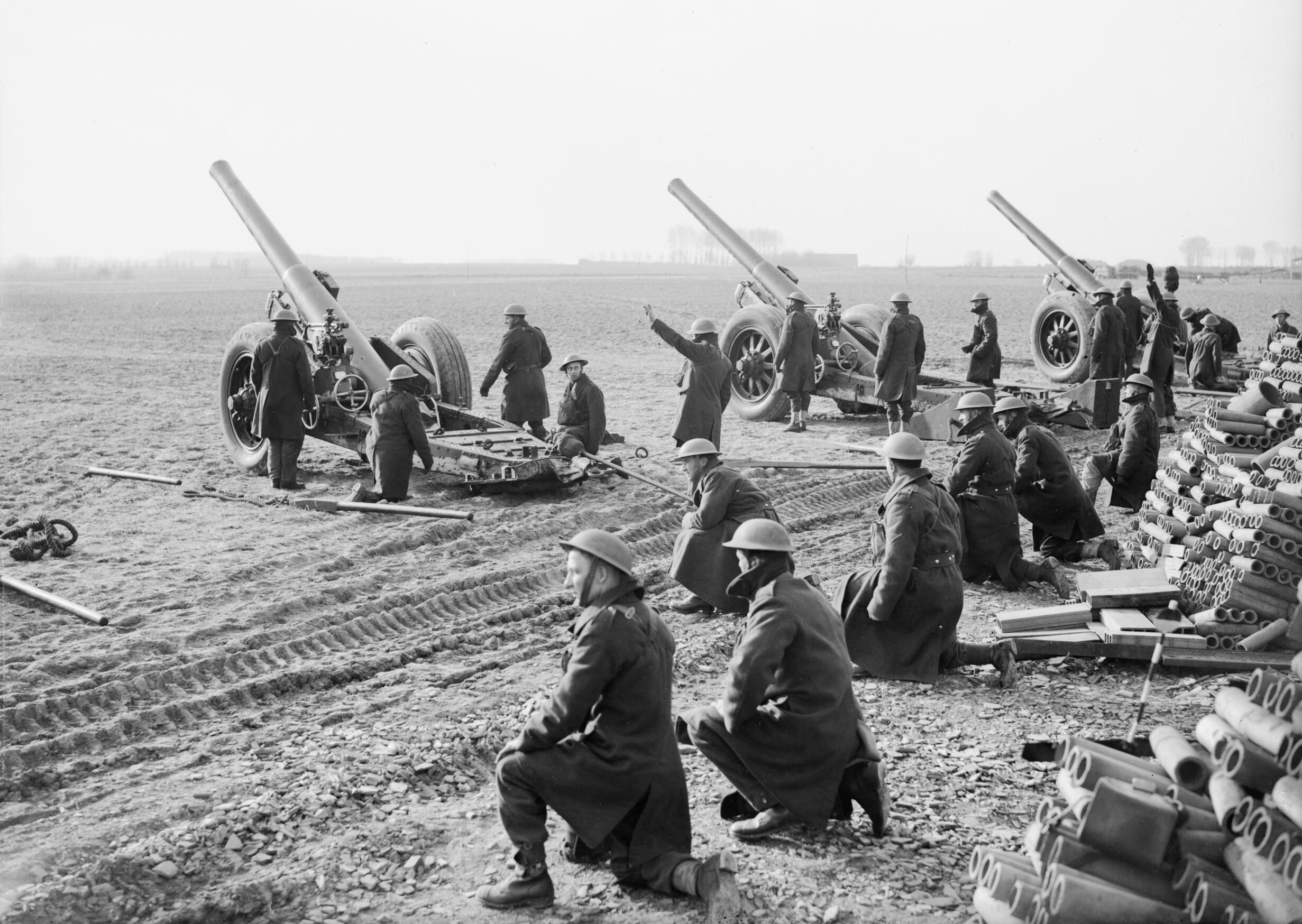
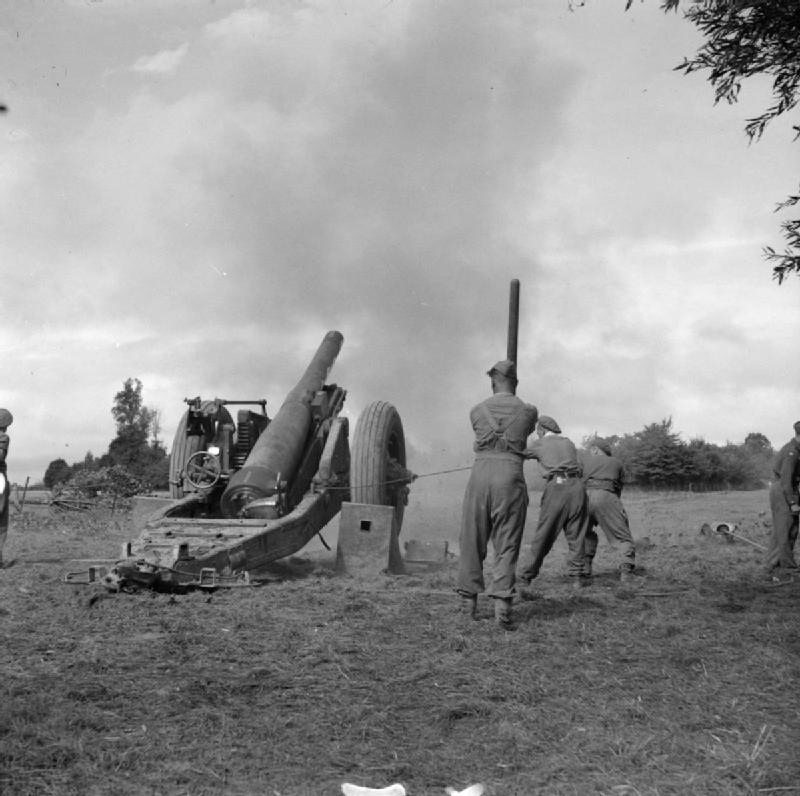
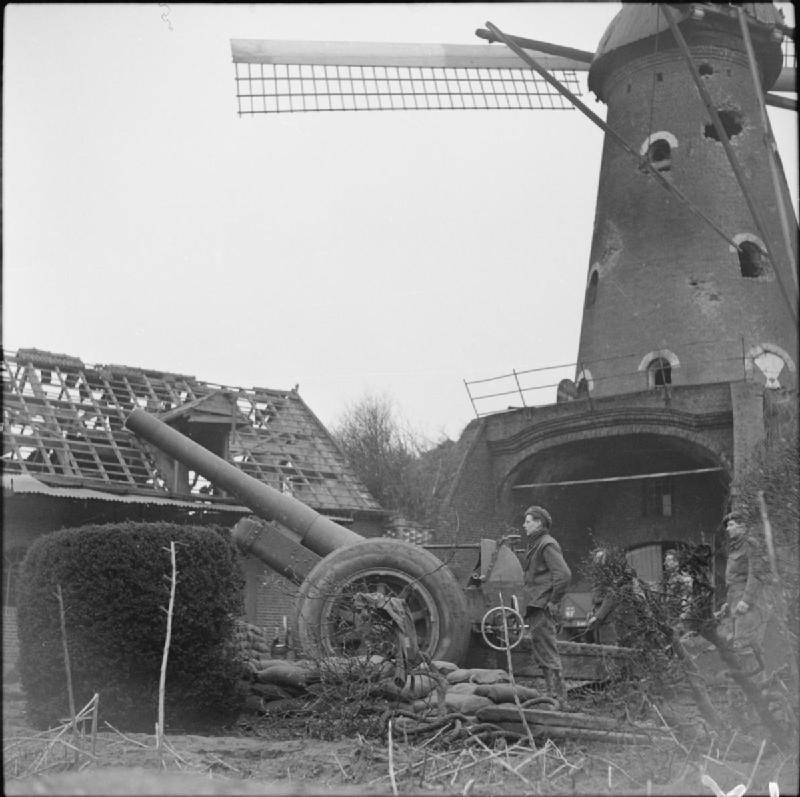
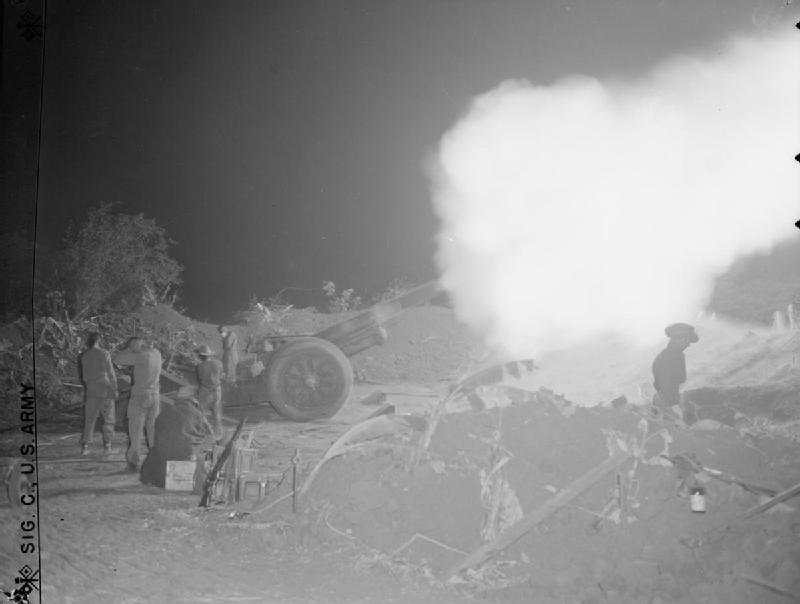
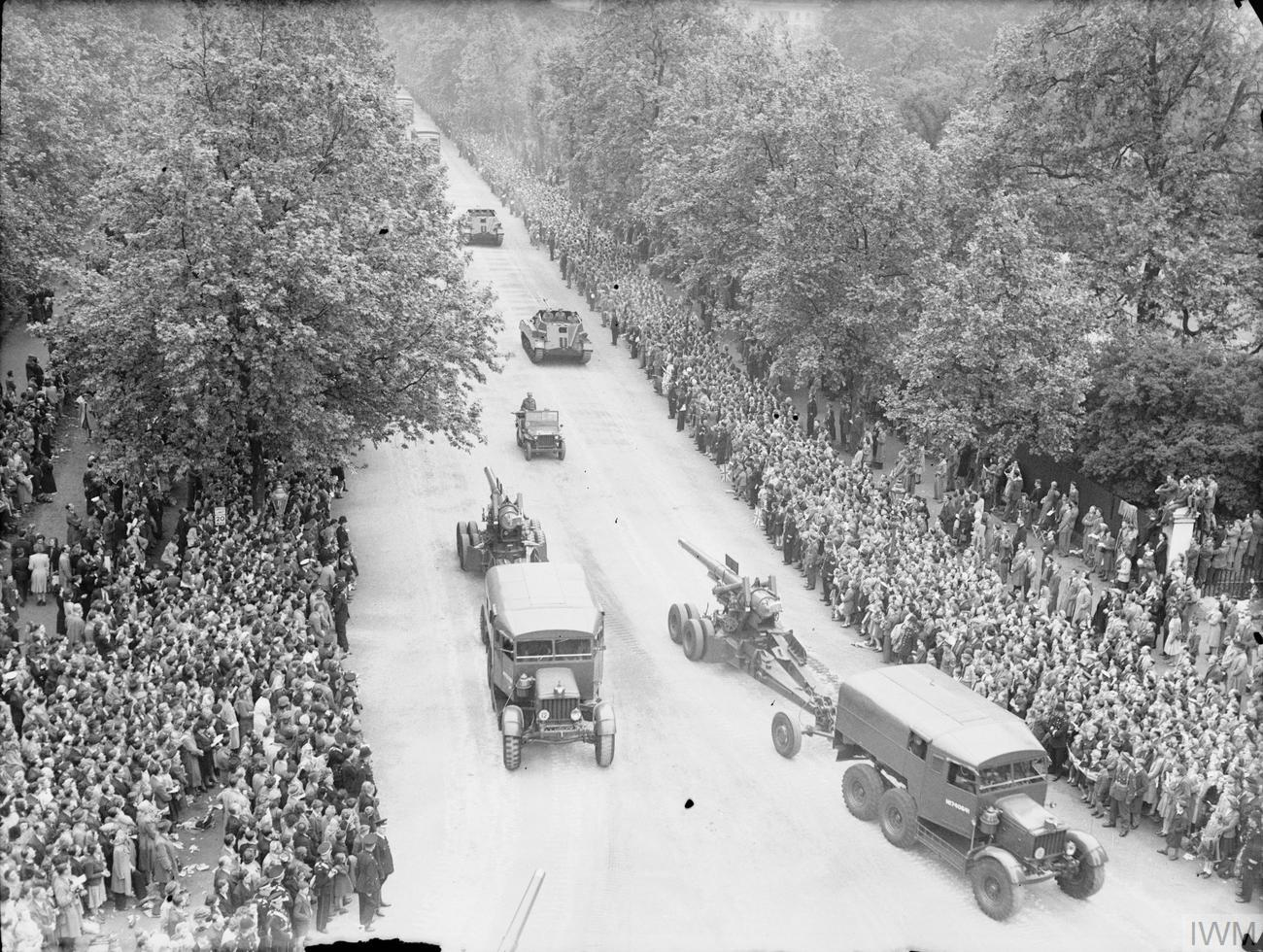